# Ligne de tramway 58 (SNCV Groupe de Liège)
La ligne 58 est une ancienne ligne du tramway vicinal de Liège de la Société nationale des chemins de fer vicinaux (SNCV) qui reliait Liège à Alleur.

## Histoire
1905 : mise en service entre Liège Sainte-Croix et Montegnée Bolsée, section Liège Sainte-Croix - Liège Bon Buveurs commune avec ligne Liège - Hollogne-aux-Pierres (voir ligne 53 Liège - Jemeppe);  traction électrique; capital 90.
1907 : prolongement de Montegnée Bolsée vers Ans Rue de la Station, prolongement de Liège Sainte-Croix vers Liège Place Saint-Lambert.
1910 : attribution de l'indice 44.
vers 1920 : attribution de l'indice A.
1930 : prolongement d'Ans Rue de la Station vers Alleur Lamby par électrification de la section Ans Rue de la Station - Alleur Lamby de la ligne Ans - Oreye (voir ligne Liège - Saint-Trond).
1931 : attribution de l'indice 58.
1956 : suppression, remplacement par une ligne d'autobus sous l'indice 88.

## Exploitation

### Horaires
Tableaux : 469 (1931), numéro de tableau partagé entre les lignes 53, 58 et 61.
- 613 en 1950[3].